# Barra de Navidad
Barra de Navidad ist eine Kleinstadt an der Pazifikküste des mexikanischen Bundesstaates Jalisco im Municipio Cihuatlán mit etwa 4000 ständigen Einwohnern. Zu Saisonzeiten steigt die Einwohnerzahl des Badeortes deutlich an.

## Geographie, Botanik, Tierwelt
Südöstlich des Ortes erstreckt sich die den Gezeiten ausgesetzte ausgedehnte Laguna de Barra de Navidad, durch die der Fluss Marabasco ins Meer entwässert. Das Südufer der Lagune gehört teilweise bereits zum Bundesstaat Colima.
Außer dem Badebetrieb gibt es bei dem Ort eine reichhaltige Natur. Es wachsen Tamarinden, Kapokbäume, Jacarandas, Mangroven und Palmen. Die Vogelwelt bietet Auerhähne, Tukane, Amseln, Nachtigallen und Brachvögel, die Meeresfauna umfasst Marline, Salminus, Fächer- und Thunfische.
In seinen letzten Lebensjahren betrieb der ehemalige deutsche Weltklasseschwimmer und -trainer Gerhard Hetz († 2012) mit seiner Familie in Barra de Navidad ein Hotel auf der Lagunenseite.

## Geschichte
Eine gewisse Rolle spielte der Ort im Zeitalter der Entdeckungen und in der Seefahrtsgeschichte.:
- Ruy López de Villalobos startete am 1. November 1542 eine Expedition nach Ostindien im Hafen von Barra de Navidad.
- Der Portugiese João Rodrigues Cabrilho erreichte Navidad am 14. April 1543.
- Miguel López de Legazpi legte 1564 mit 500 Soldaten ab, ebenfalls auf dem Weg zu den Philippinen.
- Andrés de Urdaneta, einer der frühen Weltumsegler auf den Spuren von Magellan, erreichte den Ort von Westen aus im Jahr 1565.

Im Oktober 2015 wurde der Frachter Los Llanitos von Hurrikan Patricia unweit des Ortes an die Küste gespült.